# 宮崎県道306号今別府八幡線
宮崎県道306号今別府八幡線（みやざきけんどう306ごう いまびゅうはちまんせん）は、宮崎県児湯郡新富町を通る一般県道である。

## 概要

### 路線データ
- 起点：児湯郡新富町大字日置（新富町今別府南交差点、国道10号交点）
- 終点：児湯郡新富町富田南1丁目（新富町天井丸交差点、国道10号交点）

## 歴史
- 1968年（昭和43年）1月23日 - 宮崎県告示第60号[1]により路線認定される。当時の整理番号は169。

## 地理

### 通過する自治体
- 児湯郡新富町

### 交差する道路
| 交差する道路                      | 交差する場所 | 交差する場所                |
| --------------------------------- | ------------ | --------------------------- |
| 国道10号                          | 大字日置     | 新富町今別府南交差点 / 起点 |
| 宮崎県道309号川床日向新富停車場線 | 大字三納代   | 新富町新町交差点            |
| 宮崎県道18号荒武新富線            | 富田東1丁目  | 富田八幡交差点              |
| 国道10号                          | 富田南1丁目  | 新富町天井丸交差点 / 終点   |

### 交差する河川
- 鬼付女川（江の口橋）

### 沿線
- 児湯郡新富町
  - 新富町立富田小学校
  - 新富町立富田中学校
  - 宮崎県立児湯るぴなす支援学校
  - 新富町商工会
  - 八幡保育園
  - 上富田保育園
  - 富田八幡神社
  - 扁照寺
  - 北村医院